# كريس بيل (مغني)
كريس بيل (بالإنجليزية: Chris Bell)‏ هو مغني ومغن مؤلف أمريكي، ولد في 12 يناير 1951 في ممفيس في الولايات المتحدة، وتوفي بنفس المكان في 27 ديسمبر 1978 بسبب حادث مرور.

## وصلات خارجية
- كريس بيل على موقع IMDb (الإنجليزية)
- كريس بيل على موقع الموسوعة البريطانية (الإنجليزية)
- كريس بيل على موقع ميوزك برينز (الإنجليزية)
- كريس بيل على موقع أول ميوزيك (الإنجليزية)
- كريس بيل على موقع ديسكوغز (الإنجليزية)
- كريس بيل على موقع قاعدة بيانات الفيلم (الإنجليزية)